# Glenn McDonald
Glenn Stuart McDonald (ur. 21 marca 1952 w Kewanee) – amerykański koszykarz, występujący na pozycjach rzucającego obrońcy lub niskiego skrzydłowego, mistrz NBA z 1976, po zakończeniu kariery zawodniczej trener koszykarski.
Jego syn Michael grał w koszykówkę na uczelni Stanforda z Jasonem i Jarron Collinsami, a jego córka Alexis grała w siatkówkę na University of Washington.

## Osiągnięcia
NCAA
- Uczestnik rozgrywek*:
  - Elite 8 turnieju NCAA (1972)
  - Sweet 16 turnieju NCAA (1972, 1973)
- Mistrz:
  - turnieju konferencji (1972, 1973)
  - sezonu regularnego (1972–1973)
- Wybrany fo Galerii Sław Sportu Long Beach State (1988)[3]

NBA
- Mistrz NBA (1976)[1]

Inne
- Mistrz PBA Open Conference (1978, 1980)

(* – osiągnięcia anulowane o latach przez NCAA)